# George and Tammy
George and Tammy est une mini-série dramatique américaine en six épisodes d'environ 51 minutes créée par Abe Sylvia, réalisée par John Hillcoat, et diffusée entre le 4 décembre 2022 et le 8 janvier 2023 sur Showtime.
La série met en vedette Jessica Chastain et Michael Shannon interprétant les légendes de la musique country Tammy Wynette et George Jones, et relate à la fois leur relation tumultueuse et leurs carrières entrelacées.

## Distribution
- Jessica Chastain (VF : Rafaèle Moutier) : Tammy Wynette
- Michael Shannon (VF : Boris Rehlinger) : George Jones
- Steve Zahn (VF : Vincent Ropion) : George Richey (en)
- Tim Blake Nelson : Roy Acuff
- Kelly McCormack (VF : Marie Tirmont) : Sheila Richey
- Katy Mixon (VF : Vanina Pradier) : Jan Smith
- Robert Morgan (VF : Yves Buchin) : Pappy Daily (en)
- Hendrix Yancey : Gwen à l'âge 8-10 ans
- Walton Goggins (VF : Jérémy Prevost) : Earl « Peanutt » Montgomery
- David Wilson Barnes (en) (VF : Jérémy Bardeau) : Billy Sherrill
- John Teer : Harold Bradley
- Joshua C. Allen : Lou Bradley
- Kate Arrington : Charlene Montgomery
- Pat Healy (VF : Cyrille Monge) : Don Chapel
- Bobbie Eakes : Nan Smith
- Abby Glover (VF : Audrey Sablé) : Georgette Jones
- Ian Lyons : Paul Richey
- GiGi Erneta (en) : Nancy Sepulvado
- Vivie Myrick (VF : Amandine Bataille) : Donna Chapel

## Épisodes
1. The Race Is On
2. Stand by Your Man
3. We're Gonna Hold On
4. The Grand Tour
5. Two Story House
6. Justified & Ancient